# (4793) Slessor
(4793) Slessor ist ein im mittleren Hauptgürtel gelegener Asteroid. Er wurde am 1. September 1988 von dem belgischen Astronomen Henri Debehogne am La-Silla-Observatorium der Europäischen Südsternwarte in Chile (IAU-Code 809) entdeckt. Sichtungen des Asteroiden hatte es vorher schon gegeben: am 19. und 20. Januar 1982 unter der vorläufigen Bezeichnung 1982 BY2 am Krim-Observatorium in Nautschnyj sowie am 27. Januar 1982 (1982 BJ10) am Kleť-Observatorium bei Český Krumlov.
Der mittlere Durchmesser des Asteroiden wurde mit 13,177 (± 0,181) Kilometer berechnet, die Albedo mit 0,063 (± 0,003). Nach der SMASS-Klassifikation (Small Main-Belt Asteroid Spectroscopic Survey) wurde bei einer spektroskopischen Untersuchung von Gianluca Masi, Sergio Foglia und Richard P. Binzel bei einer Unterteilung aller untersuchten Asteroiden in C-, S- und V-Typen (4793) Slessor den C-Asteroiden zugeordnet.
(4793) Slessor ist Mitglied der Leonidas-Gruppe, einer Asteroidenfamilie, die nach (2782) Leonidas benannt ist. In einer früheren Zuordnung des italienischen Astronomen Vincenzo Zappalà (et al.) wurde diese Gruppe in einer Publikation von 1995 (et al.) als Viblia-Familie definiert, nach (144) Vibilia. Die zeitlosen (nichtoskulierenden) Bahnelemente von (4793) Slessor sind fast identisch mit denjenigen von vier kleineren Asteroiden, wenn man von der Absoluten Helligkeit von 14,9, 15,1, 15,9 und 17,7 gegenüber 13,2 ausgeht, nämlich (43990) 1997 LN4, (123184) 2000 UQ6, (146720) 2001 WC87 und 2006 SP399.
(4793) Slessor wurde am 9. September 2014 nach der schottischen Missionarin Mary Slessor (1848–1915) benannt, die sich in Nigeria unter anderem für Frauenrechte einsetzte und dafür, dass die Efik aufhörten, Zwillinge zu töten. Die Benennung war ein Vorschlag einer belgischen Zwillings-Organisation zum 100. Todestag von Mary Slessor.